# Hyporhamphus australis
Hyporhamphus australis is een straalvinnige vissensoort uit de familie van halfsnavelbekken (Hemiramphidae). De wetenschappelijke naam van de soort werd voor het eerst geldig gepubliceerd in 1866 door Franz Steindachner.